# Scholtenszathe

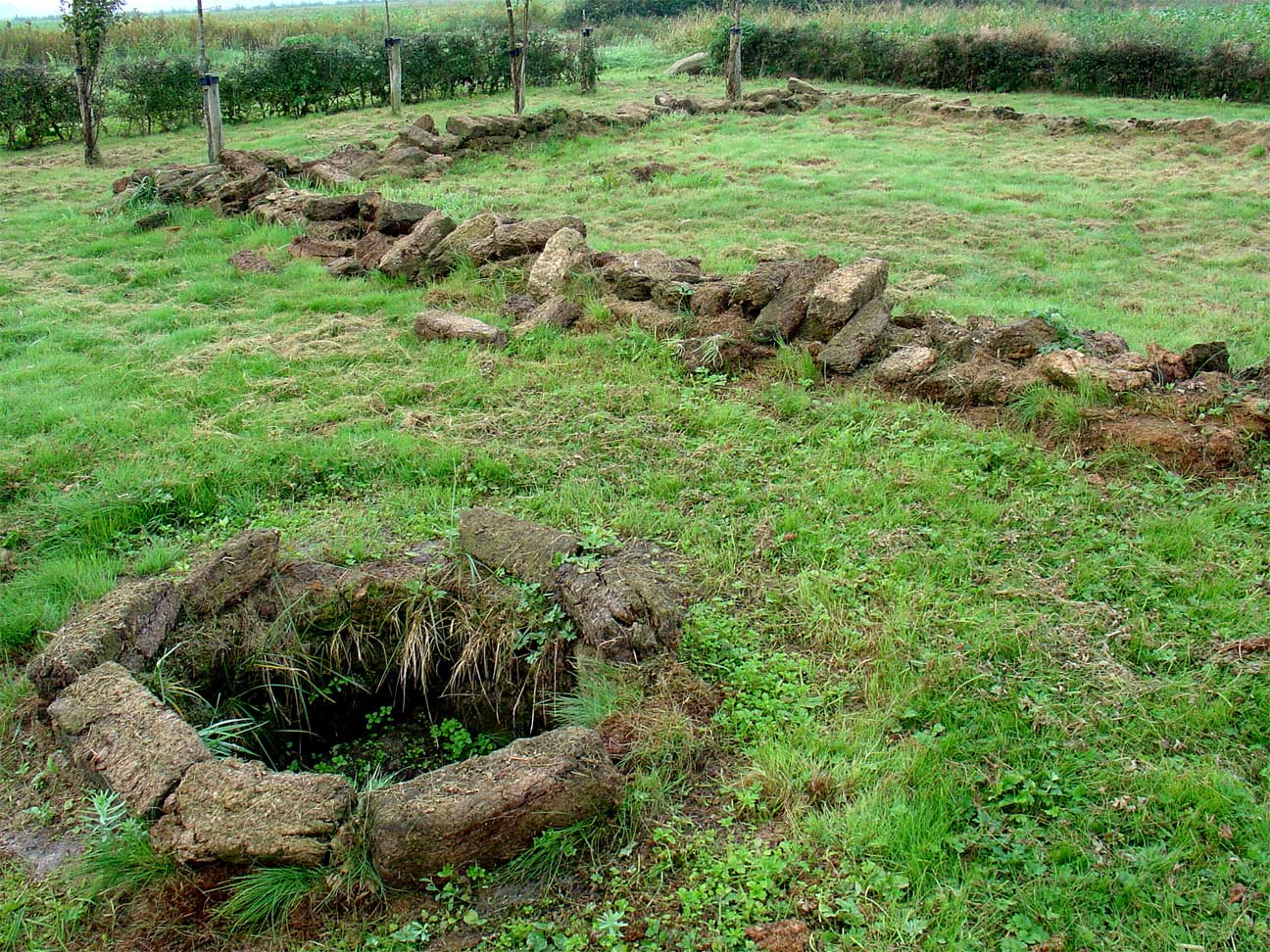
Een van de vier huisplaatsen bij de Runde een kunstproject op het landgoed Scholtenszathe

Scholtenszathe is een landgoed van ongeveer 1000 hectare in de Drentse gemeente Emmen, vlak bij Barger-Compascuum.
De aanleg van het landgoed Scholtenszathe is gestart in 1998. Het landgoed is genoemd naar de vroegere eigenaar van het gebied Willem Albert Scholten. Hij wist in de tweede helft van de 19e eeuw grote veengebieden in Oost-Drenthe te verwerven. Het land werd vanaf 1905 geëxploiteerd onder de naam De N.V. Turfstrooiselfabriek en Veenderij Klazienaveen v/h firma W.A. Scholten. Na de veenontginning was het gebied vooral geschikt voor de teelt van aardappelen. Nakomelingen zijn nog steeds eigenaar.
De aanleg van het landgoed vindt plaats in het kader van de reconstructie van de Veenkoloniën. De helft van de oppervlakte van het landgoed blijft beschikbaar voor de landbouw. De andere helft verliest de traditionele landbouwfunctie. Een klein deel (40 hectare) wordt bestemd voor biologische landbouw. Op het resterende deel is inmiddels bos aangelegd (270 hectare). In een strook langs het Scholtenskanaal zijn 24 buitenplaatsen gepland.
Het grondwaterpeil van het gebied zal verhoogd worden. Dat is mede van belang voor het naastgelegen Oosterbos, waar de aangroei van hoogveen gestimuleerd zal worden.

## Reconstructie van de Runde
Ook de reconstructie van het riviertje de Runde in het gebied maakt deel uit van het landschapsplan. De landschapskunstenaar Jeroen van Westen ontwikkelde hiervoor het project Was getekend de Runde met onder meer het Fort voor het water.